# Catherine Bush
Catherine Bush (Toronto, Canadá, n. 1961) bacharel em Literatura Comparada pela Universidade de Yale, é autora de textos de ficção e de estudos críticos de literatura.

## Obras
- Minus Time (1993)
- The Rules of Engagement (2000)
- Claire's Head (2004)

## Site da Autora
- Catherine Bush